# 발라븐
발라븐(덴마크어: valravn)은 덴마크 민속에 나오는 큰까마귀 요괴다. 
큰까마귀들은 전쟁터의 시체를 뜯어먹곤 하는데, 왕의 심장을 먹은 까마귀가 발라븐이 되어 인간의 지능을 얻고 끔찍한 악행을 하고 다닌다.:132
또 다른 전승에서는, 발라븐은 낮에 날지 못하고 밤에만 날아다닐 수 있는 저주받은 짐승인데, 오로지 어린이의 피를 먹음으로써만 짐승의 몸을 벗어나는 탈바꿈을 할 수 있다고 한다. 덴마크의 한 민요에서, 발라븐이 여자에게 약혼을 주선해주는 대가로 첫째 아들을 대가로 받아가겠다고 한다. 이윽고 부부가 아이를 낳자 발라븐이 돌아와 약속을 잊었냐며 아기를 빼앗아가고, 아기의 가슴을 찢어 심장의 피를 마신다. 그러자 발라븐은 기사로 변신한다.
한편, 발라븐을 반(半)늑대 반까마귀의 괴물로 묘사하는 전승도 있다.:43–46

## 같이 보기
- 후긴과 무닌
- 흐라픈스메르키
- 발키리